# Symphonie no 31 de Joseph Haydn
« Sonnerie de cor »
Pour les articles homonymes, voir Symphonie no 31.

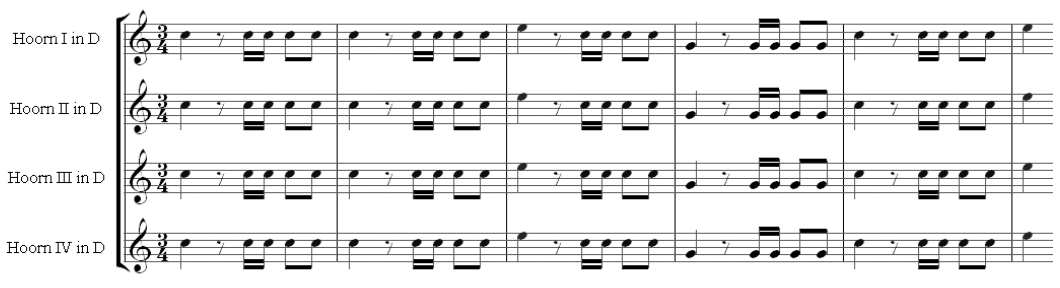
Symphonie no 31

La Symphonie no 31 en ré majeur intitulée « Sonnerie de cor » Hob. I:31 est une symphonie du compositeur autrichien Joseph Haydn, composée en 1765.

## Analyse de l'œuvre
La symphonie comporte quatre mouvements :
1. Allegro
2. Adagio
3. Menuet
4. Moderato molto

## Instrumentation
- une flûte, deux hautbois, quatre cors, cordes.

Cette symphonie, comme son nom l'indique, est marquée par une importance certaine donnée aux cors (qui sont au nombre de quatre au lieu de deux comme c'est en général le cas pour les symphonies de l'époque), utilisés dans l'ensemble de leurs tessiture.